# 김승관
김승관(金承管, 1976년 3월 5일 ~ )은 전 KBO 리그 롯데 자이언츠의 내야수이자 현 대구상원고등학교 야구부 감독이다.

## 선수 시절

### 아마추어 시절
1993년 대통령배 고교야구 대회에서 최우수선수상(MVP)을 수상했다.

### 삼성 라이온즈시절
대구상고를 졸업하고 1995년에 입단하였으며, 이승엽과 입단 동기생이다. 입단 당시 '좌승엽, 우승관'으로 불릴만큼 기대치가 높았다. 그러나 이승엽이 양준혁과 함께 팀 내 중심 타선을 이끌고 있는 동안 그는 별 활약을 하지 못해 대부분의 시간을 2군에서 보내며 '2군 홈런왕'이라는 달갑지 않는 수식어를 얻게 됐는데 이승엽이 부드러운 스윙을 휘두른 데 비해 본인(김승관)은  뻗어나오는 거친 스윙으로 일관한 것이 컸다. 1군에서 거의 대부분 대타로만 출장했으며, 그나마도 무안타 시즌이 서너 차례 정도 됐다. 1군에서는 이승엽이 일본으로 떠난 후 처음으로 홈런을 쳐 냈다. 2004년 7월 12일, 당시 팀 무단 이탈로 물의를 일으켰던 투수 노장진과 함께 당시 롯데 자이언츠 소속이었던 김대익, 박석진과 트레이드됐다.

### 롯데 자이언츠시절
트레이드된 후 주로 1루수를 맡았으며, 2006년 7월 16일 삼성 라이온즈전에서는 결승 3점 홈런을 쳐 내며 대승을 이끌어 친정 팀을 울렸다. 그러나 3루를 맡았던 이대호가 1루수로 보직을 옮기며 그는 또 다시 설 자리를 잃었고, 2007년에는 단 5경기 출장에 그치며 거의 대부분의 시간을 2군에서 보내다가 그 해 시즌 후 방출돼 현역에서 은퇴했다.

## 야구선수 은퇴 후
은퇴 이후, 모교인 대구상원고등학교의 타격코치로 부임한 뒤 2015 시즌부터 롯데 자이언츠의 코치로  활동했다.

## 출신 학교
- 대구옥산초등학교
- 경복중학교
- 대구상원고등학교

## 가족 관계
- 아버지: 김방웅 (1942년 ~ 2023년 5월 17일)
- 누님동생: 김미경, 김미숙

## 참조
- 롯데에서 방출된 김승관, 날개를 펴라

1. ↑  유재영 (2017년 10월 3일). “‘라이언 킹’ 이승엽없이… 허전해서 어쩌나”. 동아일보. 2021년 9월 8일에 확인함.
2. ↑  배지헌 (2017년 9월 18일). “[배지헌의 브러시백] 롯데, '순혈주의' 버리니 강팀이 보이네요”. 스포츠춘추. 2024년 12월 3일에 확인함.